# Pseudodiploria
Genre
Pseudodiploria est un genre de coraux durs de la famille des Mussidae.

## Liste d'espèces
Selon World Register of Marine Species (25 février 2019) :
- Pseudodiploria clivosa Ellis & Solander, 1786
- Pseudodiploria strigosa Dana, 1846 - espèce type

## Publication originale
- Fukami, Budd & Knowlton in Budd, Fukami, Smith, Knowlton, 2012 : Taxonomic classification of the reef coral family Mussidae (Cnidaria: Anthozoa: Scleractinia). Journal of the Linnean Society, vol. 166, n. 3, pp. 465-529 (texte intégral) (en).